# Tonatia bidens
Tonatia bidens is een zoogdier uit de familie van de bladneusvleermuizen van de Nieuwe Wereld (Phyllostomidae). De wetenschappelijke naam van de soort werd voor het eerst geldig gepubliceerd door Spix in 1823.

## Voorkomen
De soort komt voor in Brazilië, Paraguay en Argentinië.